# Tyreoglobulin
Tyreoglobulin är ett stort glykoprotein med jod som bildas i follikelcellerna i sköldkörteln. Det är ett förstadium till tyreoideahormoner och lagrar dessa hormoner i sköldkörteln. Det ska inte förväxlas med tyroxinbindande globulin, som är ett transportprotein som för tyreoideahormoner i blodet. 
Proteinet upptäcktes på 1920-talet och användes som läkemedel för hypotyreos till 1950-talet då man lyckades syntetisera Levaxin. Tyreoglobulin är ett förstadium till tyreoidahormoner (tyroxin och trijodtyronin). Dessa sköldkörtelhormoner bildas av rester av tyrosin, vilket hamnar i follikelcellerna där tyreoglobulin förser molekylen med jod (som tyreoperoxidasen katalyserat från jodid). Därmed har hormonerna bildats. Hormonerna är kvar, fästa vid tyreoglobulinet, i sköldkörtelns follikelceller tills TSH signalerar att hormonerna ska frisättas från tyreoglobulinet. Därmed utsöndras hormonerna ut i blodet. Vid processen bryts tyreoglobulinet ner, eftersom det förlorar sitt jod när hormonerna frisätts.
En del tyreoglobulin läcker också ut i blodet tillsammans med hormonerna. Blodvärdena av tyreoglobulin är förhöjda vid giftstruma, sköldkörtelinflammation och vissa typer av cancer. Det är vanligt med autoantikroppar mot tyreoglobulin, TgAk.